# 3148 Гречко
3148 Гречко (енгл. 3148 Grechko) је астероид главног астероидног појаса са средњом удаљеношћу од Сунца која износи 3,103 астрономских јединица (АЈ).
Апсолутна магнитуда астероида је 11,8.